# Iñaki Lafuente
Iñaki Lafuente est un footballeur espagnol né le 24 janvier 1976 à Barakaldo.

## Palmarès
Néant